# Dianthus giganteiformis
Dianthus giganteiformis là loài thực vật có hoa thuộc họ Cẩm chướng. Loài này được Borbás mô tả khoa học đầu tiên năm 1891.